# Sakramentshäuschen (St. Lambertus)

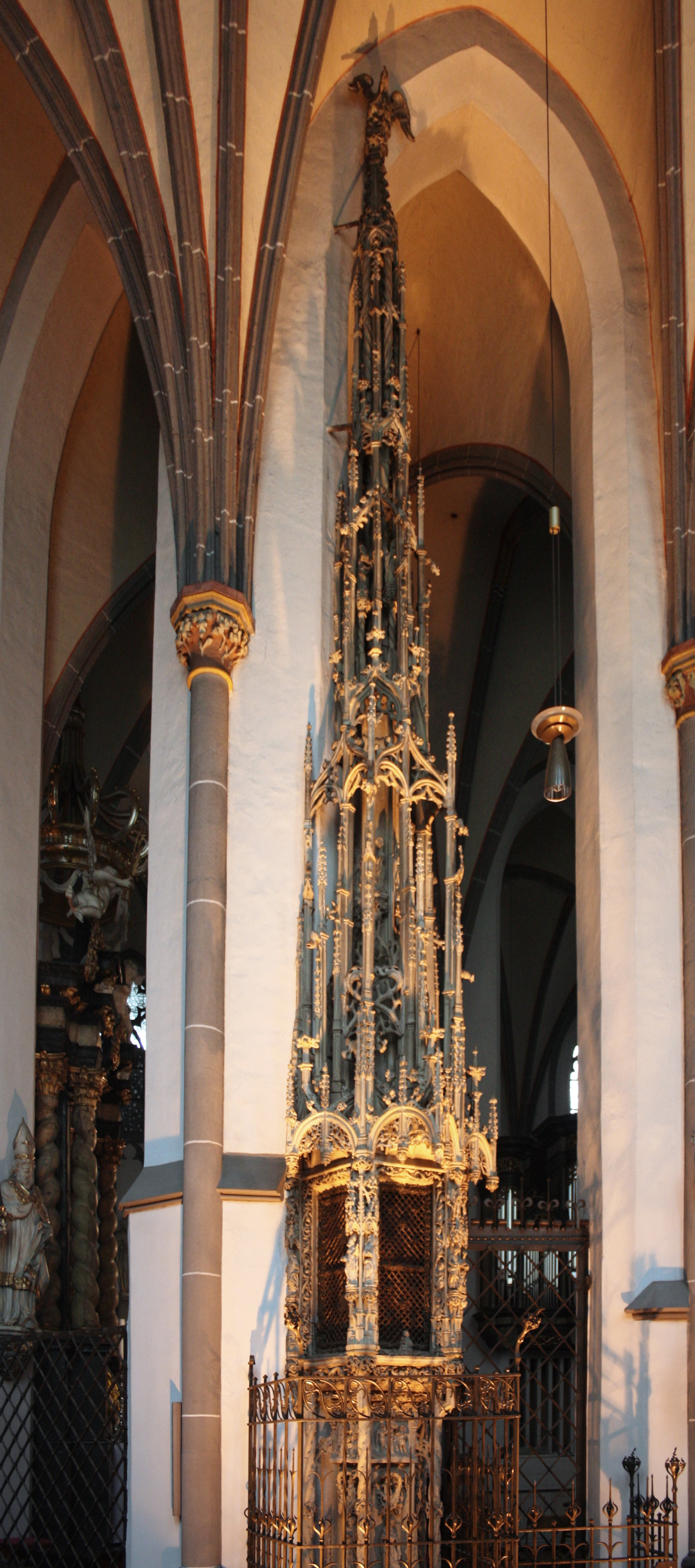
Sakramentshäuschen

Das Sakramentshäuschen in der Düsseldorfer Lambertuskirche ist ein spätgotisches Sakramentshäuschen in der römisch-katholischen Kirche St. Lambertus in Düsseldorf. Es ist ein Denkmal „von hervorragendem Kunstwert“ und „durch seinen ornamentalen Schmuck und seinen Figurenreichtum das bedeutendste spätgotische Werk dieser Art am Niederrhein“. Das Kunstwerk wurde 1475/1478 von Herzog Wilhelm III. von Jülich-Berg-Ravensberg und seiner Gemahlin Elisabeth von Nassau-Saarbrücken gestiftet.

## Beschreibung

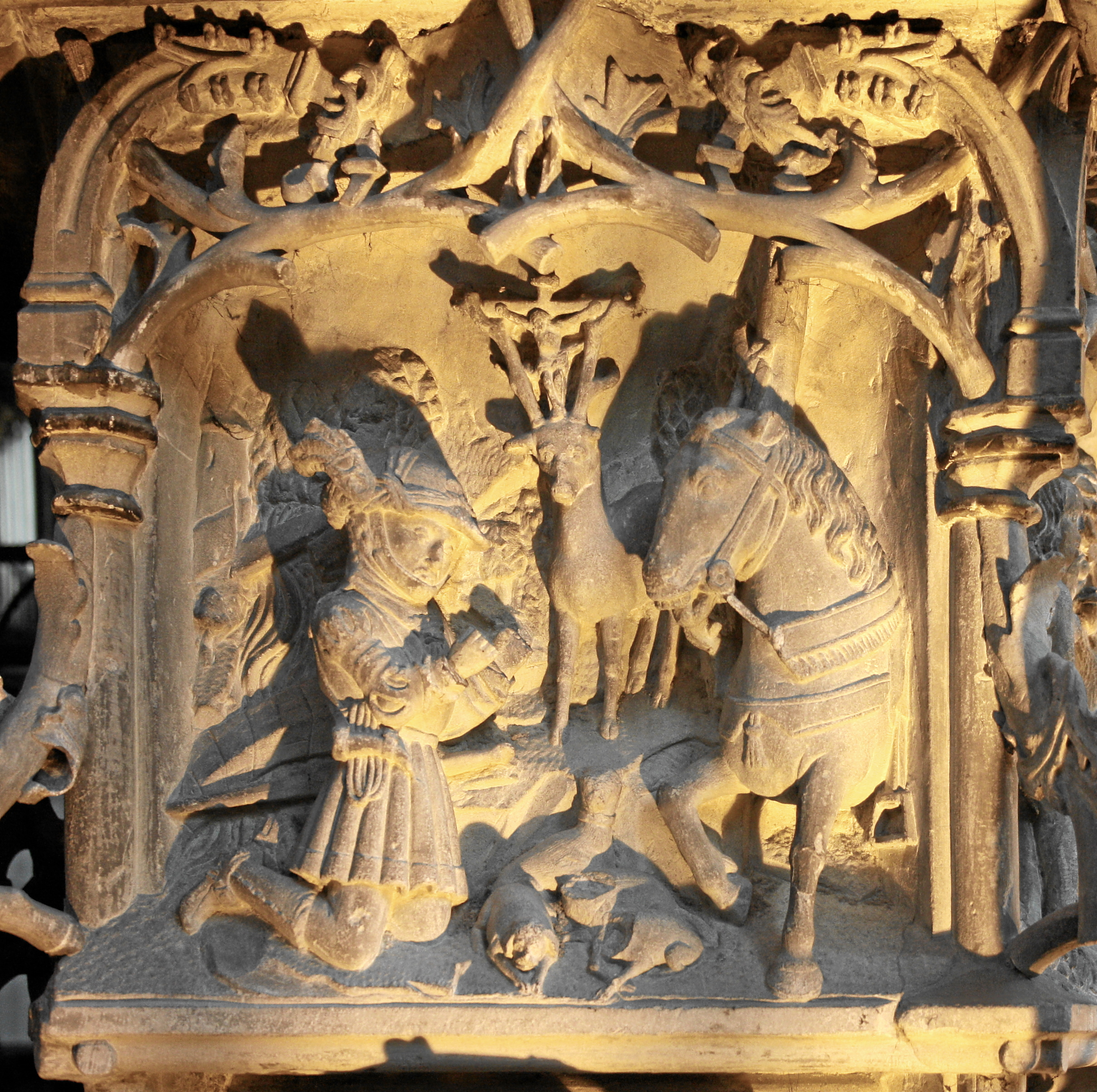
Sockelrelief mit dem Wunder des heiligen Hubertus

Den Unterbau bildet ein fünfseitiger Sockel. Auf den vier freien Seiten des Sockels ist in den Nischen je eine Heiligenfigur und darüber eine figürliche Szene in starkem Hochrelief zu sehen: Adam und Eva im Paradies und nach dem Sündenfall, Christus am Ölberg und das Wunder des heiligen Hubertus. An den Kanten des Sockels zeigen sich gewundene Säulen, die auf sitzenden Löwen ruhen. Ein Löwe, wohl der Bergische Löwe ohne Krone, hält mit seinen Vorderpranken das Wappen der Stadt Düsseldorf (mittelalterliches Stadtwappen mit gestürztem Anker), andere Löwen die Wappen der Länder Jülich-Berg-Ravensberg und Nassau-Saarbrücken.
Den Mittelbau bildet das fünfseitige, offene Gehäuse. Die Pfeiler an den Ecken des Gehäuses zeigen unter zierlichen Baldachinen je zwei Heiligenfiguren; auf den unteren Sohlbänken sitzen Jesus und Maria.
Den Oberbau bildet ein dreigeschossiger Baldachin, der das Gehäuse krönt. Den oberen Abschluss bildet ein Pelikan, der seine Flügel ausgebreitet hat, um mit dem eigenen Blut seine Jungen zu nähren.